# 4005 Дягілєв
4005 Дягілєв  (4005 Dyagilev) — астероїд головного поясу, відкритий 8 жовтня 1972 року.
Тіссеранів параметр щодо Юпітера — 3,471.